# Xe tăng Type 99
Type 99 là xe tăng chiến đấu chủ lực thế hệ thứ ba của Quân Giải phóng Nhân dân Trung Quốc. Việc thiết kế xe này bắt đầu từ năm 1986 và phải trải qua 10 năm nghiên cứu mới xong. Mục tiêu thiết kế là cho ra đời kiểu xe có thể đánh bại T-80 của Liên Xô và ngang với Leopard 2 của Đức. Năm 1999, tại cuộc diễu binh kỷ niệm 50 năm quốc khánh Cộng hòa Nhân dân Trung Hoa, xe Type 98 đã được đem ra biểu diễn.

## Biến thể

### Project 9910
Còn được gọi là Type 98 WZ-123. Nguyên mẫu tiền sản xuất ban đầu (sản xuất số lượng nhỏ) được gọi là Dự án 9910. Các tính năng bao gồm giáp composite và một động cơ diesel 1200 mã lực. Một tùy chọn chọn trang bị giáp ERA thế hệ 1. Cách bố trí giáp của nguyên mẫu tiền sản xuất ban đầu có thể tương tự như T-80U và T-80UK.

### Type 99

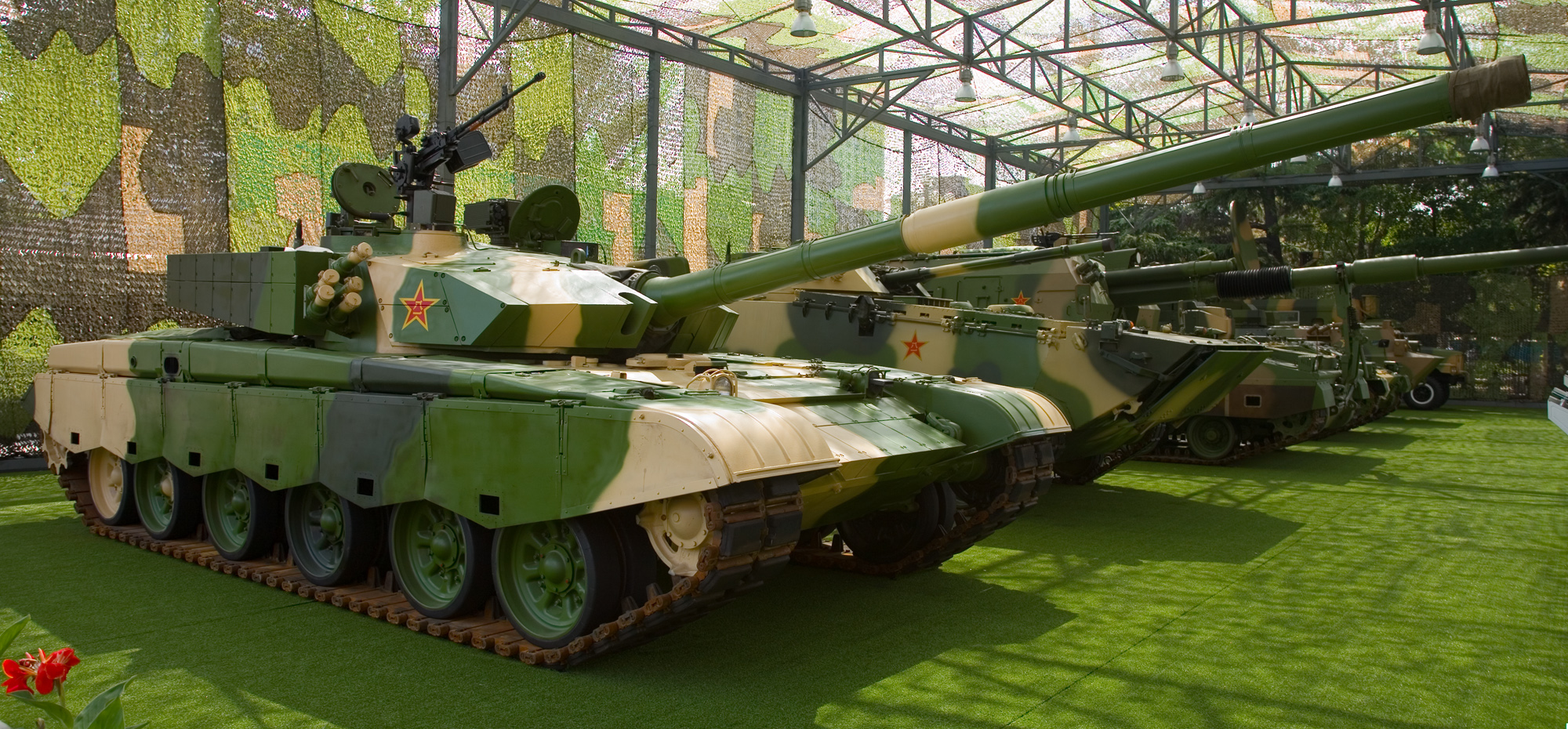
Mặt trước bên phải Type 99. Lưu ý tháp pháo hình nêm đặc biệt và các tấm giáp đính trên mặt trước và hai bên tháp pháo

Còn được gọi là Type 99G và Type 99A1. Có thể nâng cấp từ nguyên mẫu tiền sản xuất số lượng nhỏ. Xe tăng có tháp pháo mới và các tấm giáp đính ở phía trước và hai bên tháp pháo, đồng thời được nâng cấp lên hệ thống ngắm tầm nhiệt ERA thế hệ thứ ba và thế hệ thứ hai, cùng hộp số bán tự động. Type 99 chính thức đi vào hoạt động năm 2001 với tên gọi ZTZ-99. Một bản nâng cấp giữa vòng đời đã được bắt đầu vào khoảng năm 2008, được gọi là ZTZ-99 Phase-II để phân biệt với mẫu sản xuất ban đầu. Phiên bản mới có tháp pháo góc cạnh mới và các khối ERA được sửa đổi.

### Type 99A

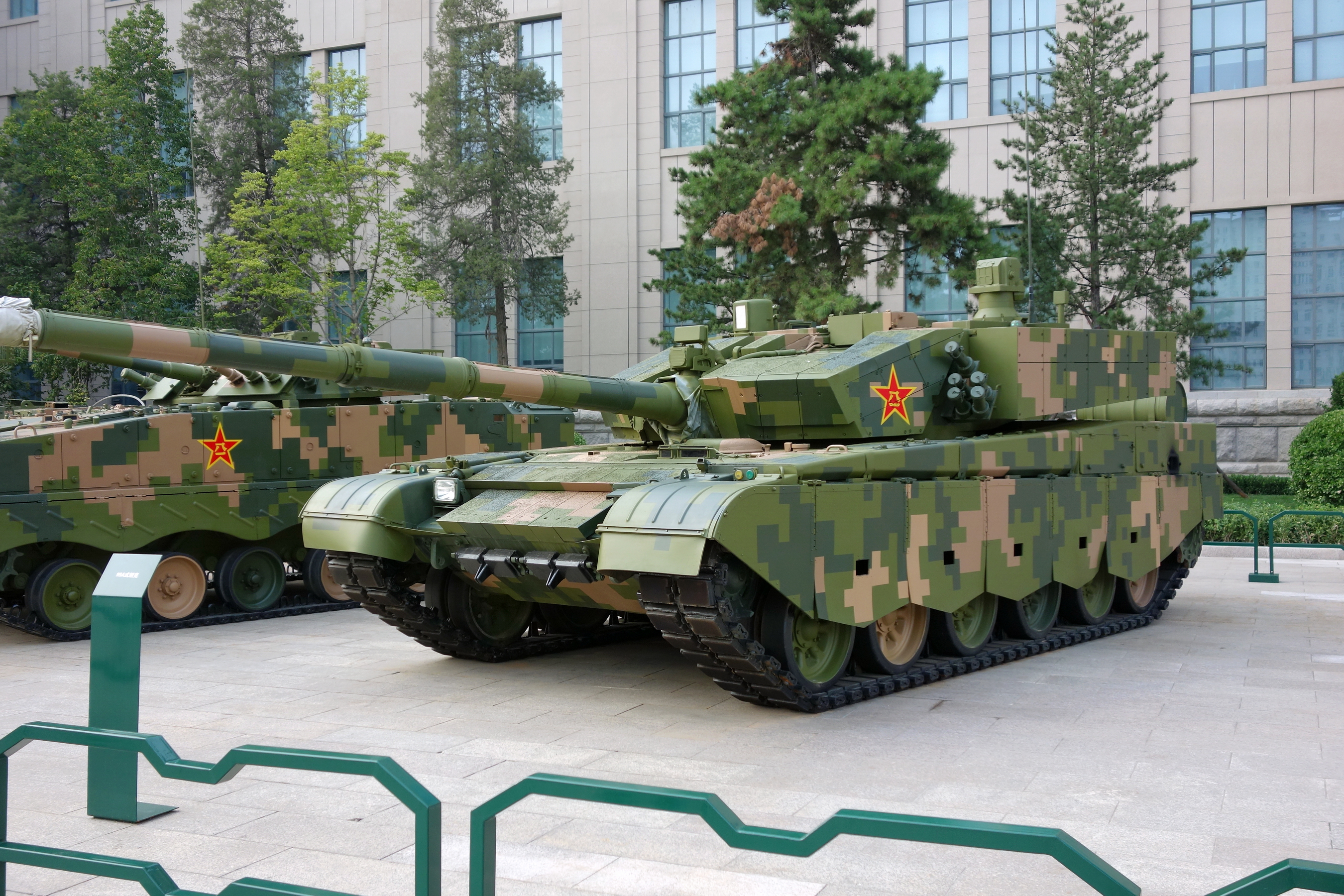
Xe tăng Type 99A

Phiên bản cải tiến của Type 99. Năm 2003, Type 99A được phát triển. Quá trình thử nghiệm nguyên mẫu đã được tiến hành vào tháng 8 năm 2007. và được cho là biến thể Type 99 tiêu chuẩn ra mắt vào năm 2011. Vị trí của cửa sập lái xe được chuyển từ bên trái sang bên phải của thân xe. Pháo chính cải tiến mang ATGM kiểu Invar. Xe được trang bị giáp ERA thế hệ thứ 3 và một hệ thống bảo vệ tích cực. Xe tăng có một tháp pháo hình mũi tên mới lớn hơn với giáp ERA. Tháp pháo lớn hơn có lớp giáp cải tiến và kính tiềm vọng của chỉ huy. Động cơ 1200 mã lực được thay thế bằng động cơ 1500 mã lực. Xe tăng cũng có bộ thu cảnh báo bằng tia laser.

## Nhà khai thác
- Trung Quốc
  - Lục quân Quân Giải phóng Nhân dân Trung Quốc:600 ZTZ-99, 600 ZTZ-99A[1]

## Thư viện ảnh
Hình ảnh xe tăng chủ lực kiểu 98 xuất hiện tại cuộc diễu binh kỷ niệm 50 năm quốc khánh Trung Quốc.

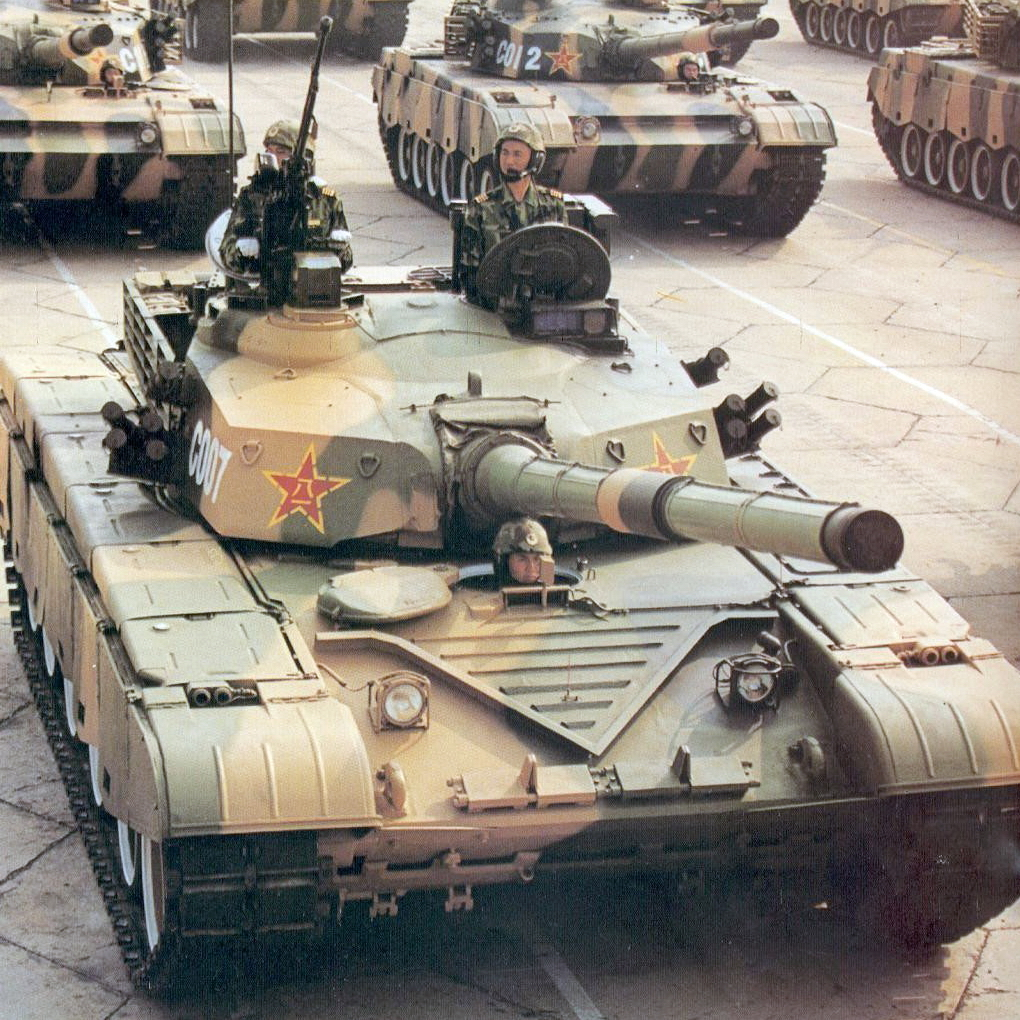
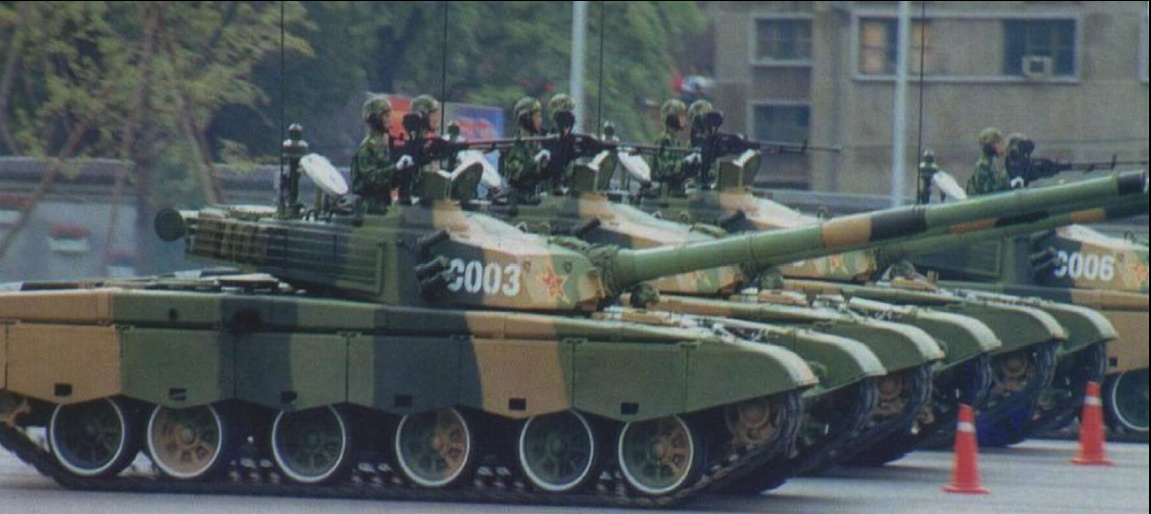
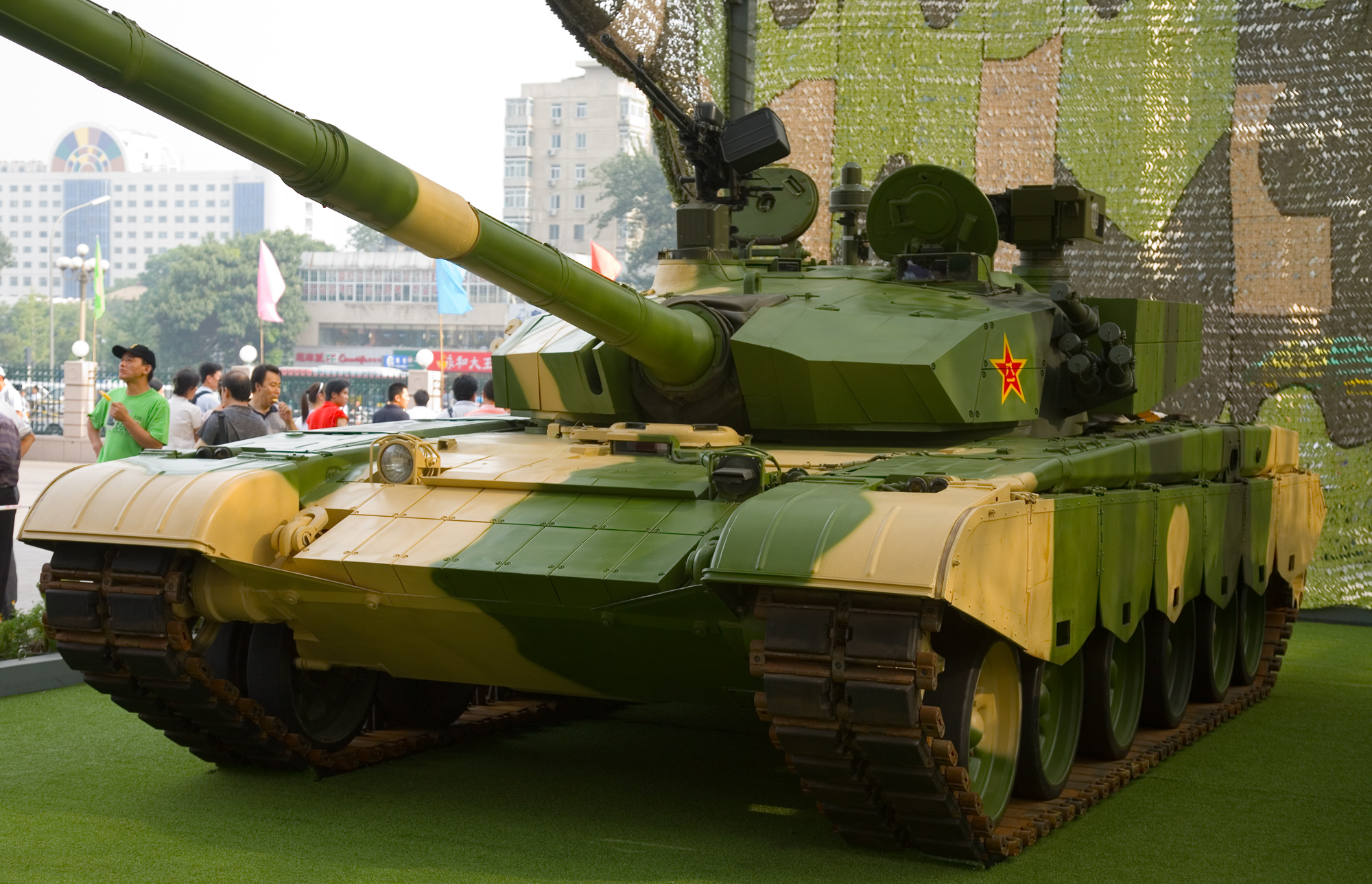